# Desmodium brachypodum
Desmodium brachypodum är en ärtväxtart som beskrevs av Asa Gray. Desmodium brachypodum ingår i släktet Desmodium och familjen ärtväxter. Inga underarter finns listade i Catalogue of Life.